# Архітектура Молдови
Архітектура Молдови — архітектура Молдавського князівства, пізніше Бессарабії, Молдавської АРСР, Молдавської РСР, сучасної Республіки Молдова та невизнаної Придністровської Молдавської Республіки . Молдавська архітектура втілила у собі багатовікові традиції молдавського та інших народів, що населяють країну, а також тих народів, з якими Молдова підтримувала тісні культурні зв'язки.

## Історія

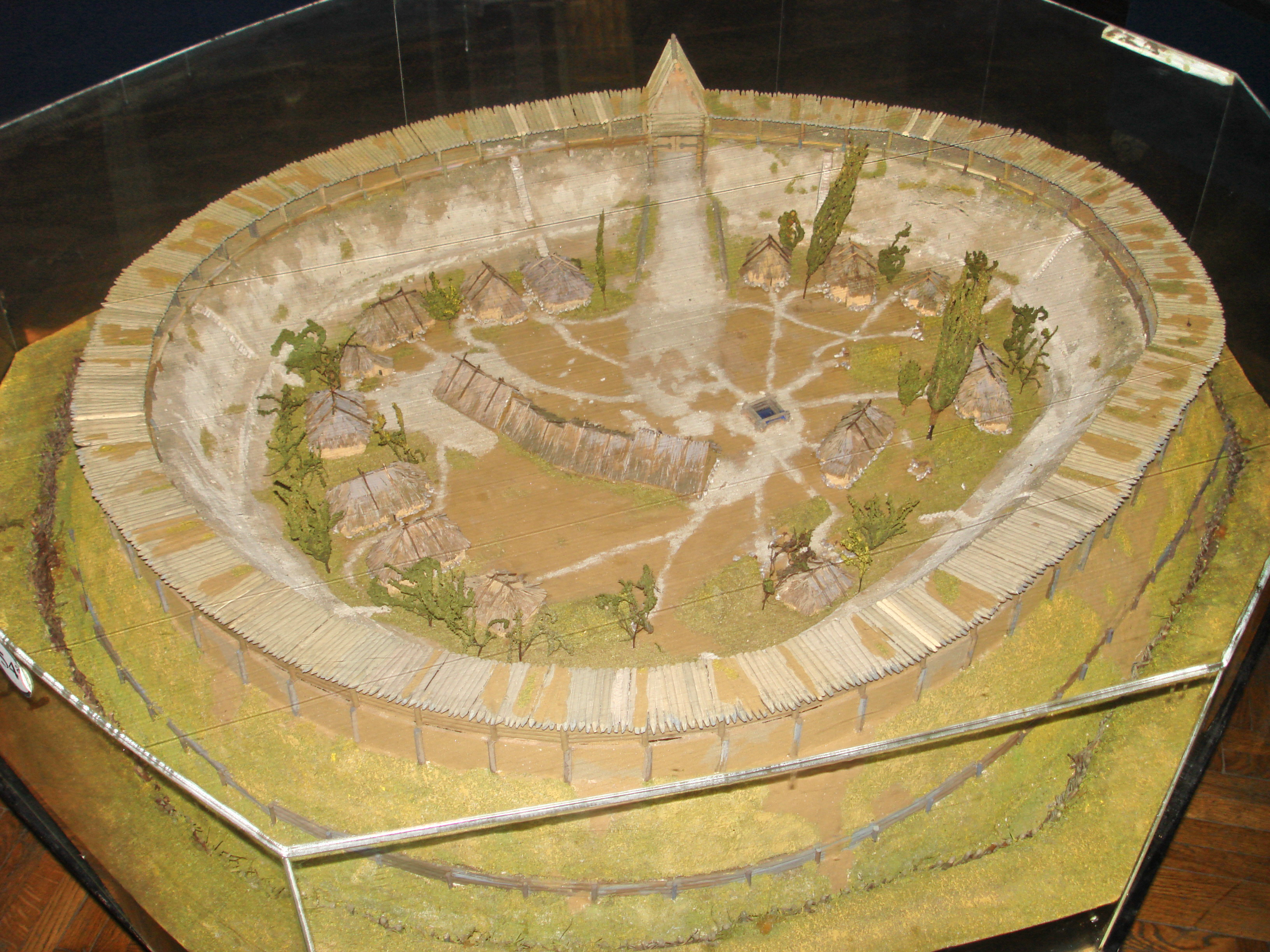
Макет Єкимоуцького городища

### До молдавської державності
На території Молдови було розкопано поселення трипільської культури (3 — початок 2-го тис. до н. е.), пам'ятки культури фракійців (з ІХ століття до н. е.), черняхівської культури (II—IV ст. н. е.), слов'янських племен (з VI ст. н. е.). Слов'янські міста (з 10-11 ст.) мали дерев'яно-земляні та кам'яно-земляні укріплення (Єкимоуцьке городище, Алчедар).

### Молдавське князівство

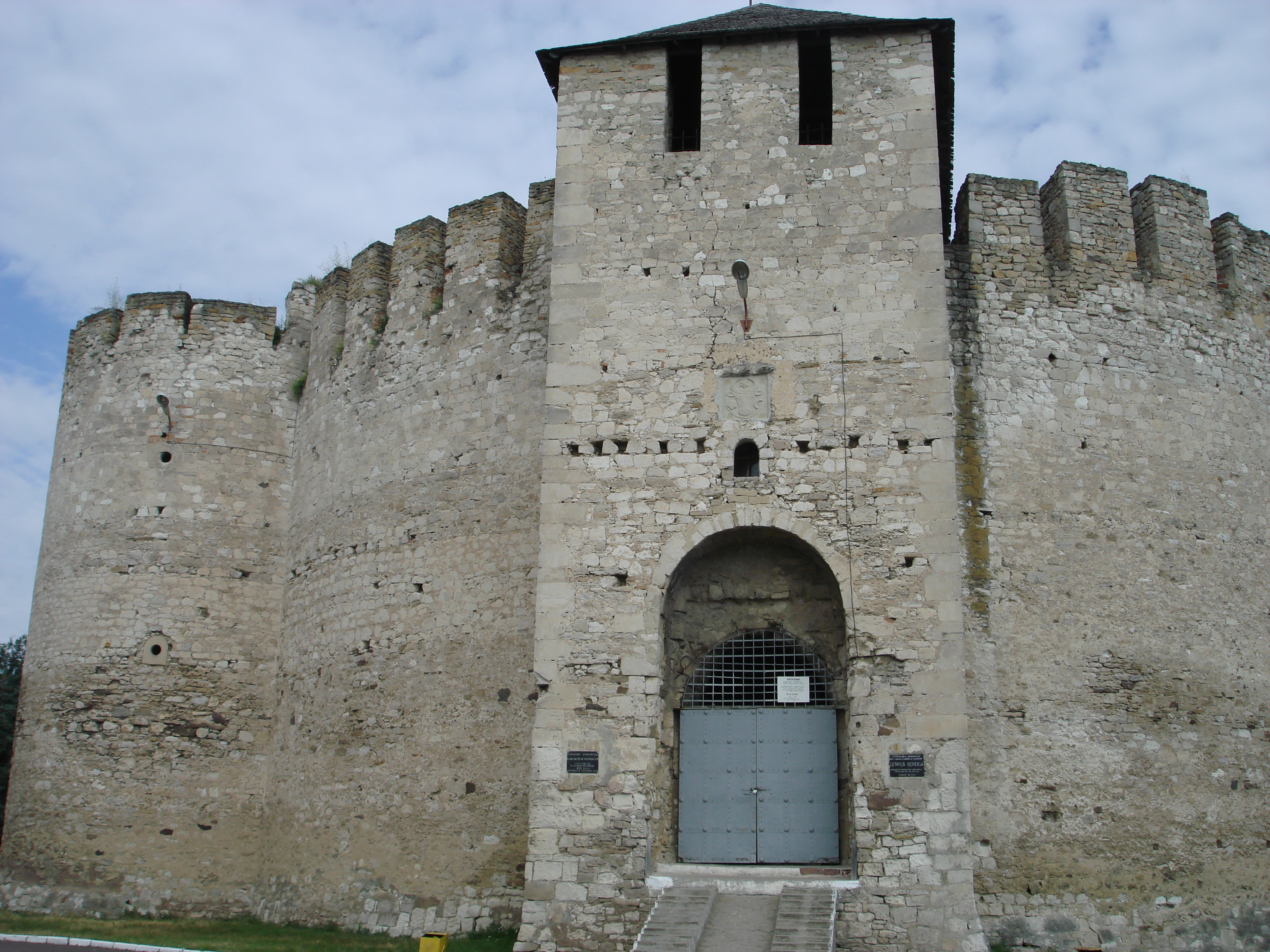
Сороцька фортеця

Після утворення Молдавського князівства в 1359 архітектура почала інтенсивно розвиватися. Будувалися в основному фортеці та укріплені монастирі. Збереглися Білгород-Дністровська, Бендерська, Сороцька та Хотинська та інші фортеці. Великий інтерес являє історико-археологічний комплекс «Старий Орхей», де збереглися сліди будівель різних періодів. Дерев'яні церковні споруди середньовічної Молдавії не дійшли до наших днів. Кам'яні церкви, що збереглися (св. Трійці в Сиреті та св. Миколи в Редеуцах) є прекрасними зразками молдавської архітектури, поширеною аж до початку XX століття.

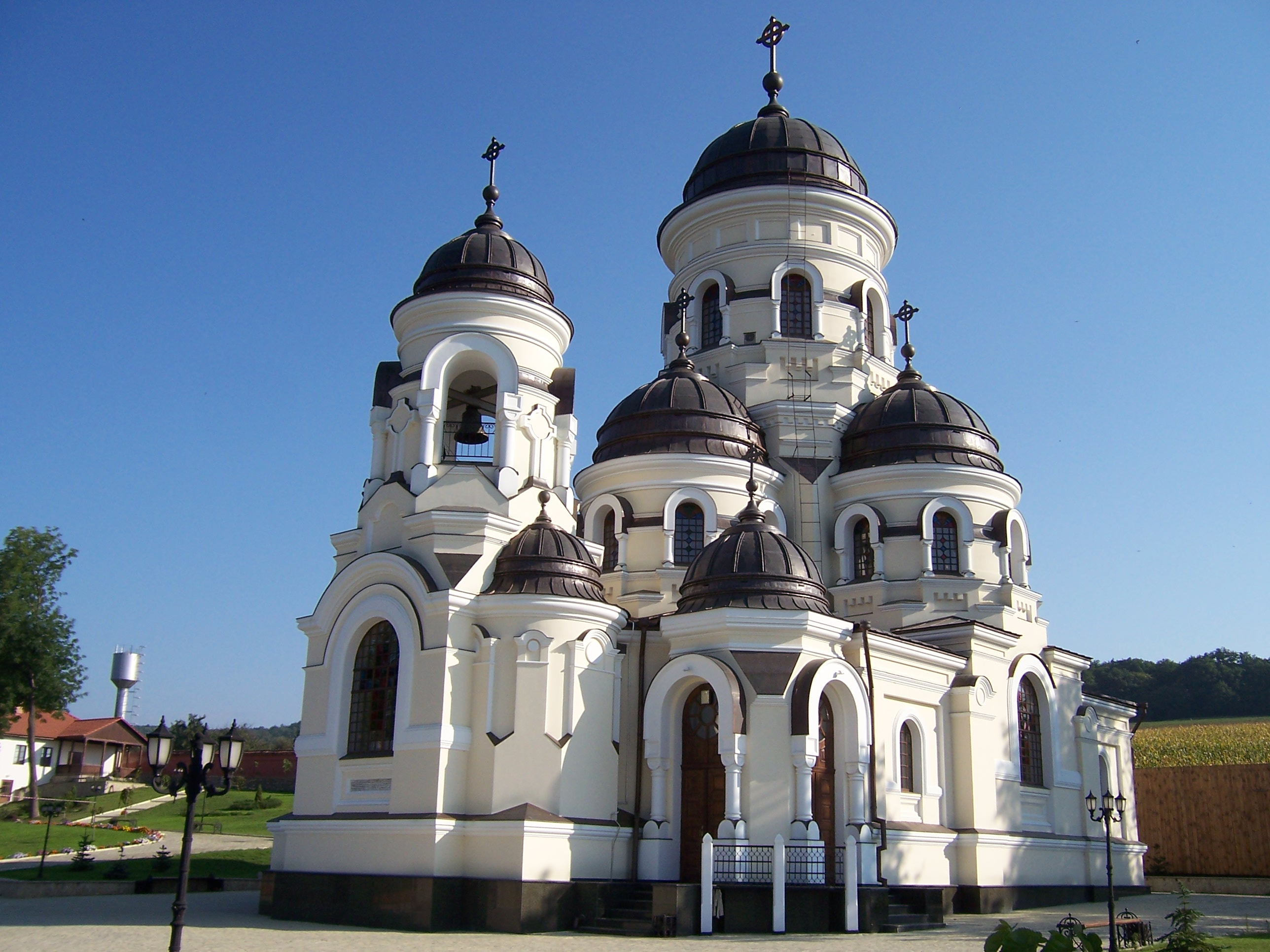
Церква Кепріанського монастиря

За Стефана III Великого розвиваються міста з фортецею і посадом, вони обносять стіни, дерев'яно-земляні укріплення замінюються кам'яними. Будуються церкви та монастирі, що відрізняються строгістю конструкцій та оригінальністю оздоблення. Складається місцевий тричастковий (хрестоподібний) тип православного і нефного безкупольного храму з притвором, центральною частиною та апсидою (Успенська церква в Каушені, XVI—XVIII ст.) або з трьома утворюючими трилисник апсидами (церква Успіння в Кепріанському монастирі, сер. XVI ст.). Дверні прорізи — стрілчасті. У деталях будов церков та їх декоративному оформленні відчувається готичний вплив, що проникав до Молдови з Трансільванії та Польщі. З XV—XVI ст. у церквах облаштовувалися усипальниці з нішами у стінах. З'являється і самобутня конструкція — «молдавський купол», що складається з двох ярусів арок, де верхні арки підтримують барабан під кутом 45° по відношенню до нижніх (церква Рудського монастиря 1774). Зовні храми прикрашалися плоскими нішками та арочними поясками. Молдавська культова архітектура відрізняється і своєрідністю зовнішнього оформлення, яке досягалося застосуванням у зовнішній обробці кольорових кахлів та чергуванням кам'яної та цегляної кладки. Із XVI століття зовнішні стіни храмів оздоблювалися яскравими кольоровими фресками на біблійні теми (монастирі Воронець, Молдова). Церкви того періоду вінчали високі гострі дахи з виносним карнизом. У XVII столітті в оформленні храмів почала застосовуватися різьблення по каменю (церкви монастирів Трьох Святителів у Яссах та Драгомирни), що поширилася під впливом російської та вірменської архітектури.
Друга половина XVII — початок XVIII ст. характеризуються підйомом молдавського зодчества. Тоді були побудовані Успенська церква в Каушанах та Дмитрівська церква в Оргіїві. Збереглися і дерев'яні церкви XVIII—XIX ст. у селах Городище, Ворнічени, Ротунда та ін. Вони зазвичай мають прямокутний або 8-гранний критий наметом зруб. Цікаві і найстаріші кишинівські церкви: Мазаракіївська церква (1752), Церква Костянтина та Олени (1777), Вірменська (1803), Благовіщенська (1807–1810), Харлампіївська (1812) та Георгіївська (1818).

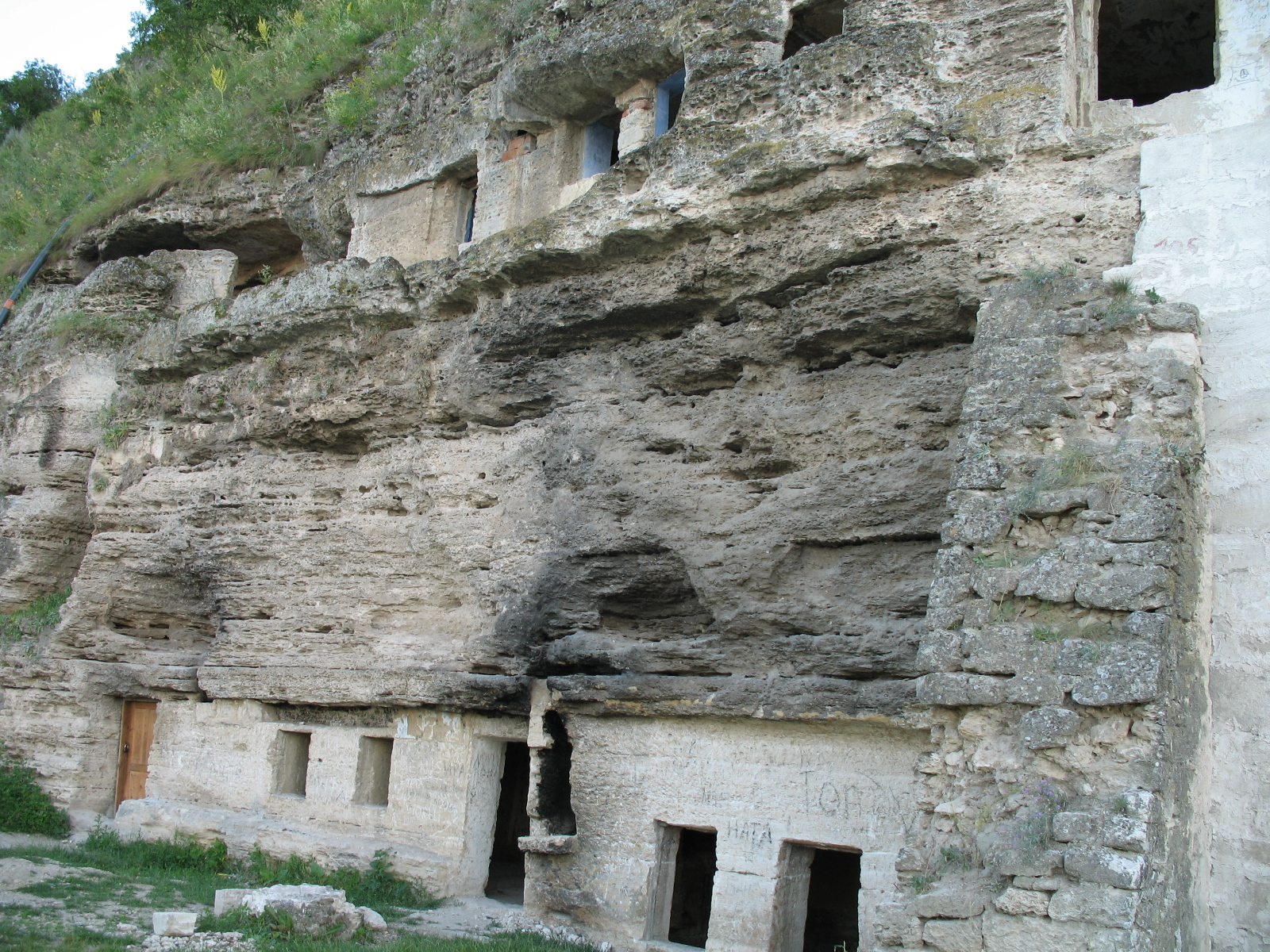
Скельний монастир біля села Ципова

На території сучасної Молдови збереглося близько 20 монастирських комплексів, скитів, печерних церков: Ципова, Жабка, Хинку, Кепріяна, Гербовець, Курки, Сахарна, Рудь, Табора, Бекирівська гора, печерний монастир у Бутучен, Кіцканський монастир.
Громадянські будинки XIV—XV ст. — палаци, лазні — були дерев'яними чи землеробськими, і потім кам'яними. Траплялися споруди з тесаного каменю та цегли. Наприкінці XVIII століття склався тип міського і сільського будинку — переважно тричасткового, нерідко з виносним ґанком. У XVIII столітті поширився стиль бароко, що зазнав значного впливу російського бароко. До Молдавії також проникали архітектурні форми російського класицизму. На низці будівель ХІХ століття є українські бані.
Залежність від Османської імперії та численні війни не сприяли розвитку середньовічних молдавських міст.

### Бессарабія у складі Росії
Після захоплення Бессарабії Російською імперією почалося інтенсивне зростання міст. Міста забудовуються прямокутною сіткою вулиць, з участю відомих архітекторів російського класицизму, наприклад А. І. Мельникова, створюються значні архітектурні ансамблі у стилі класицизму.
У містах XIX — початку XX ст. переважали одноповерхові оточені садами особняки. Серед них виділялися парадні громадські будівлі та церкви з каменю та цегли (Грецька церква в Кишиневі, кінець XIX століття). У сільських садибах облаштовували парки (Цаульський поблизу Тирнова, 1902-15), будувалися церкви (Верхні Кугурешти, Флорештський район, 1912-16).
Благоустрою бессарабських міст особливо сприяв видатний архітектор Олександр Бернардацці. Він був автором проектів найбільш значних будівель кінця XIX століття, використовував елементи візантійської та готичної архітектури.
Будуються меморіальні споруди: Арка Перемоги (1840, архітектор Л. Заушкевич), колона на згадку про битву при Кагулі (1845, архітектор Ф. К. Боффо), каплиця на згадку про похід російської армії, що визволила Болгарію від османського ярма (1845).

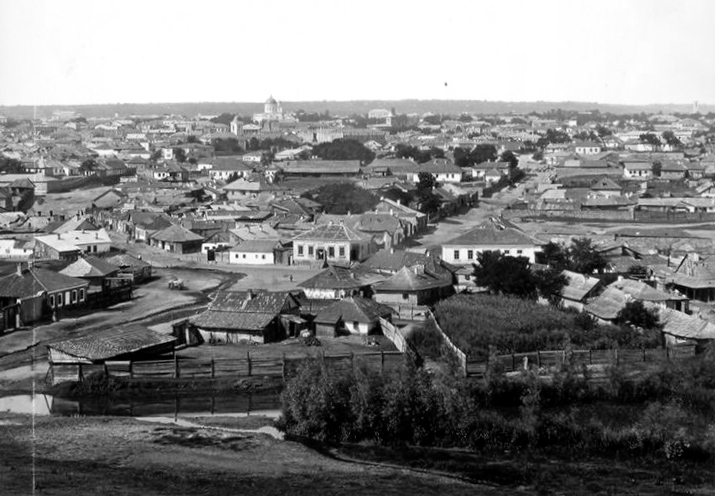
Кишинів у 1889 році

За часів Бессарабської губернії у багатьох містах було зведено велику кількість адміністративних будівель, були збудовані залізниці, до початку XX століття почалося будівництво заводів та фабрик.

### Бессарабія у складі Румунії
У 1920—30-ті роки. міста забудовувалися невеликими особняками з цегли та вапняку. Зводилися головним чином особняки у стилі «модерн». Великомасштабного будівництва не було. На румунський період припала діяльність знаменитого скульптора О. М. Племедяле, що створив пам'ятник молдавському господареві Стефану III Великому (бронза, 1927).

### Молдавська АРСР
Для архітектури Молдавської АРСР характерні активна забудова міст, будівництво багатоквартирних житлових будинків, громадських будівель та промислових споруд, стримане застосування класичних форм. Архітектура того періоду зазнала певного впливу конструктивізму.
1936 року в Тирасполі закінчилося будівництво архітектурного ансамблю театральної площі, що став центром планування міста. Було збудовано будинки Молдавського музично-драматичного театру (архітектор Г. М. Готгельф), Молдавській вищій комуністичній сільськогосподарській школі (архітектор Д. П. Коваленко), педагогічного інституту (архітектор М. Є. Петров).

### Молдавська РСР
Відразу після утворення МРСР у 1940 році було розроблено план будівельних робіт у містах Молдови, проте його здійснення було перервано Німецьо-радянською війною, під час якої було зруйновано більшість промислових підприємств, адміністративних та громадських будівель, значно постраждав житловий фонд.
Після війни в Молдові, поряд із державною, було проведено великі обсяги індивідуального будівництва, яке регламентувалося так, щоб цей вид забудови не зайняв центральні зони міст і не став перешкодою для їхнього зростання. Але вже до 1960-х років у великих містах, у міру розвитку державного будівництва, індивідуальне було обмежено чи заборонено.
На початку повоєнного періоду було розроблено генеральні плани міст Бєльці, Бендери, Кагул, Кишинів, Оргіїв, Рибниця, Сороки, Тирасполь, над якими працювали архітектори В. А. Войцехівський, Р. Є. Курц, В. П. Меднек, П. М. Рагулін, В. Є. Калушіна, В. Ф. Смирнов, О. В. Щусєв, інженер-планувальник І. М. Бубіс. Перші архітектурні рішення мали реставраційний і реконструктивний характер. Будівництво велося в умовах слабкої технічної оснащеності будівельних організацій та невеликої різноманітності будівельних матеріалів. Часто використовувався місцевий будівельний камінь-черепашник — котелець, який надав певний колорит молдавським містам. Однак цей камінь без зміцнення конструкцій залізобетоном не відповідав антисейсмічним вимогам, що призвело до застосування нескладних архітектурних композицій. Бурхливе зростання населення, що викликало необхідність великомасштабного будівництва, дало поштовх і роботам з пошуку методів здешевлення житлового будівництва шляхом уніфікації деталей, типізації планувальних рішень тощо. Завдяки типовим проектам житлових будинків, дитячих садків, шкіл прискорюється процес будівництва будівель, скорочуються трудові витрати, знижується вартість будівництва.
У 1953-64 р.р. розробляються проекти детального планування міст з урахуванням економічних, транспортних та інших вимог, здійснюється перехід до спорудження мікрорайонів та великих кварталів, визначаються функціональні зони для житлових кварталів, промислових підприємств та місць відпочинку. З початку 1960-х років містобудування ведеться на вільних територіях (Ботаніка, Буюкань, Ришканівка — в Кишиневі, Пеминтени і Жовтневий — в Бєльцях, Колкотова балка — в Тирасполі). Зводяться 4-5-поверхові будинки. До 1970-х років резерви цих територій були вичерпані, і почалося будівництво 9-, 12-, 24-поверхових будівель за індивідуальними проектами, освоєння центральних зон міст.

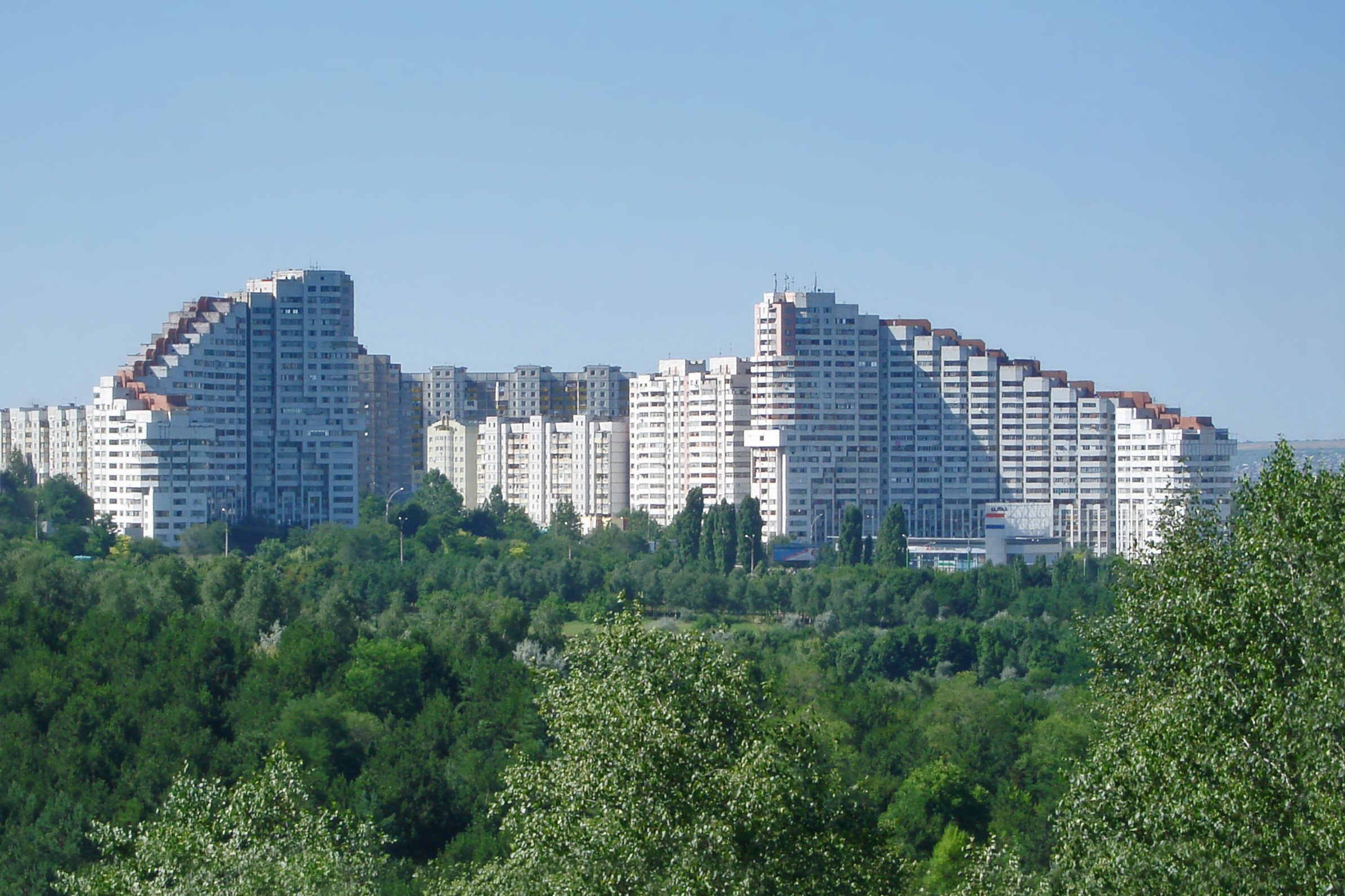
«Брама міста» в Кишиневі

У 1970-х роках почав усуватися головний недолік споруд минулих років — одноманітність. З'являються багатоповерхові будівлі, споруджувані шляхом збирання каркасів і монолітних конструкцій, використовуються блок-секції для створення будинків різної конфігурації, усувається монотонність житлових кварталів. Велика увага приділяється озеленення міст, створюються парки культури та відпочинку, сквери, зелені насадження. Будуються великі адміністративні та громадські будівлі, у тому числі: Будинок уряду Молдавської РСР (1964 р., архітектор С. Д. Фрідлін); Палац «Октомбріє» (Національний палац), (1978, архітектор С. Д. Фрідлін); ЦК КПМ (Парламент РМ), (1974, архітектор А. Черданцев); Кишинівський міськком партії (1977 р., архітектор Г. Соломінов); Молдавський державний театр опери та балету (1980 р., архітектори Н. Курінний, А. Горшков; скульптори В. Новіков, Н. Сажина, Б. Дубровін, Г. Дубровіна); Зал «Дружби» (Палац Республіки), (1984 р., архітектор М. М. Загорецький), Будинок Рад у Бендерах (архітектор А. Н. Черданцев), автовокзал у Бєльцях (архітектор І. А. Загорецький). Зводяться будівлі багатьох промислових підприємств, встановлюються численні пам'ятники.

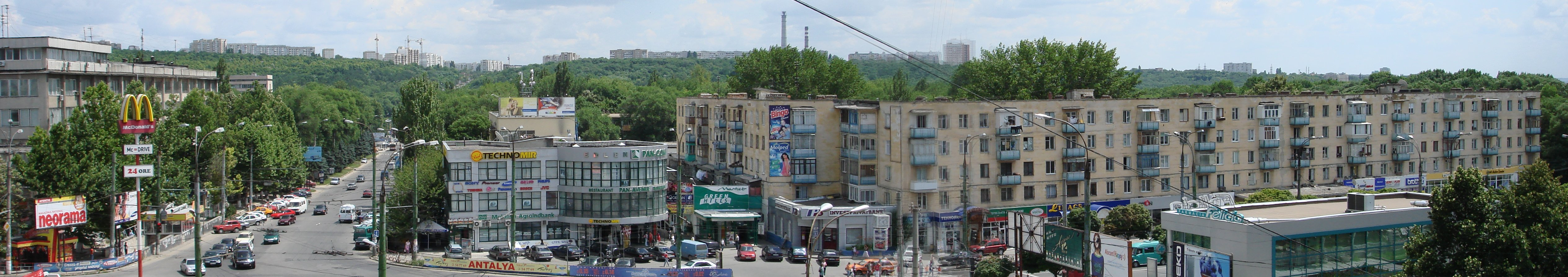
Ришканівка

Чималу увагу приділяють і забудови молдавських сіл. Було створено спеціалізований проектний інститут, який розробив генеральні плани реконструкції багатьох населених пунктів. У селах та селищах міського типу зводяться адміністративні та громадські будівлі, освітні установи.

## Сучасна архітектура

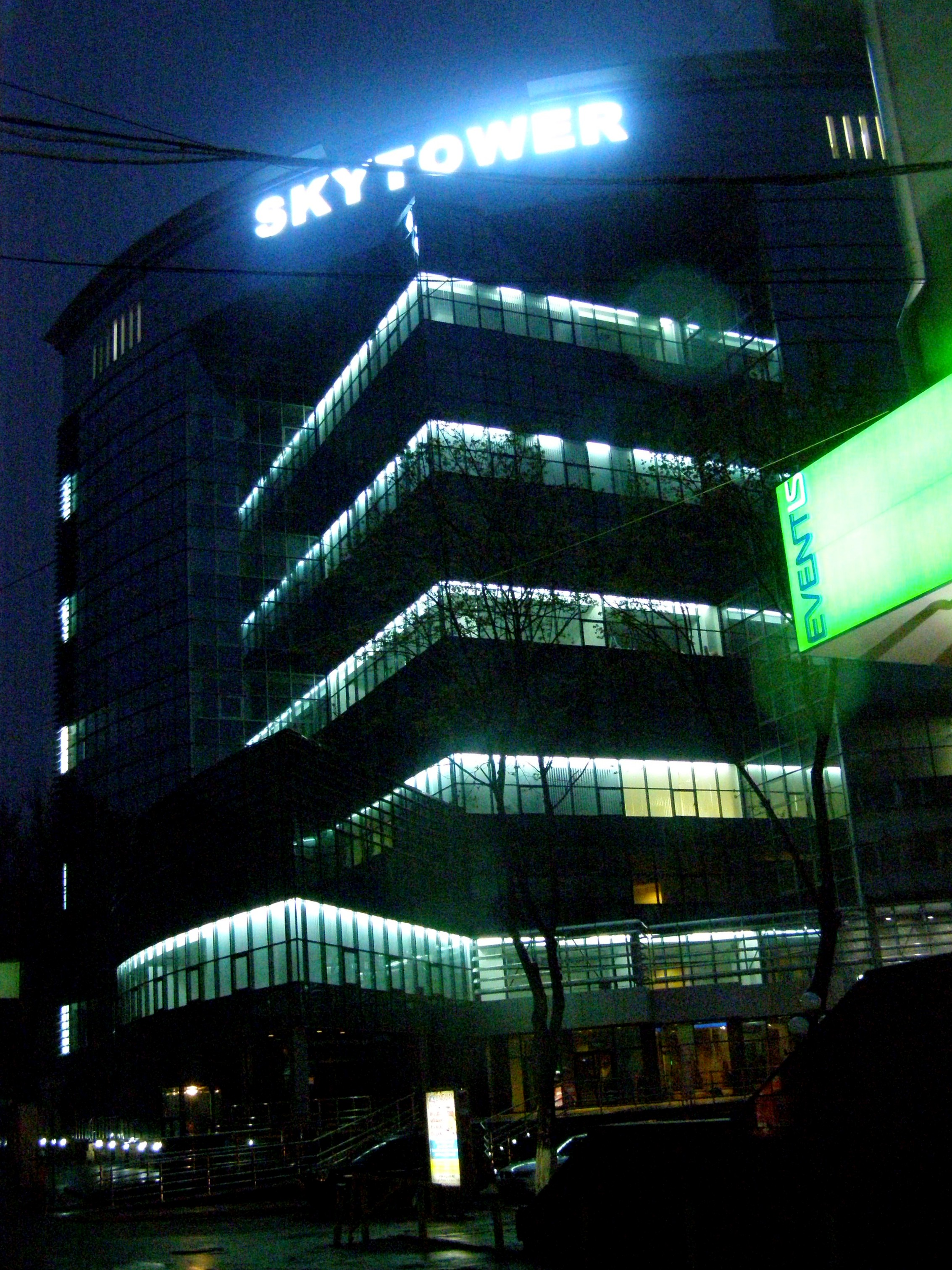
Діловий центр у Кишиневі

Після здобуття Молдовою незалежності будівництво практично повністю призупинилося. Однак згодом починають відновлюватись церкви, храми та монастирі, будуватися елітні будинки з дорогими квартирами та фешенебельні особняки. Зводяться нові торгові центри (Fidesco), автозаправки, стадіони («Шериф»), розширюються вулиці, реставруються пам'ятники та меморіальні комплекси (Пам'ятники Кишинева).